# 護苗基金

護苗基金標誌

護苗基金（英語：End Child Sexual Abuse Foundation, ECSAF），為香港一家慈善團體，成立於1998年，目的為保護及避免18歲以下兒童以及青少年受誘拐或被性侵犯傷害。會長及創始人為著名演員及心理治療學碩士蕭芳芳。

## 服務
1. 護苗教育課程

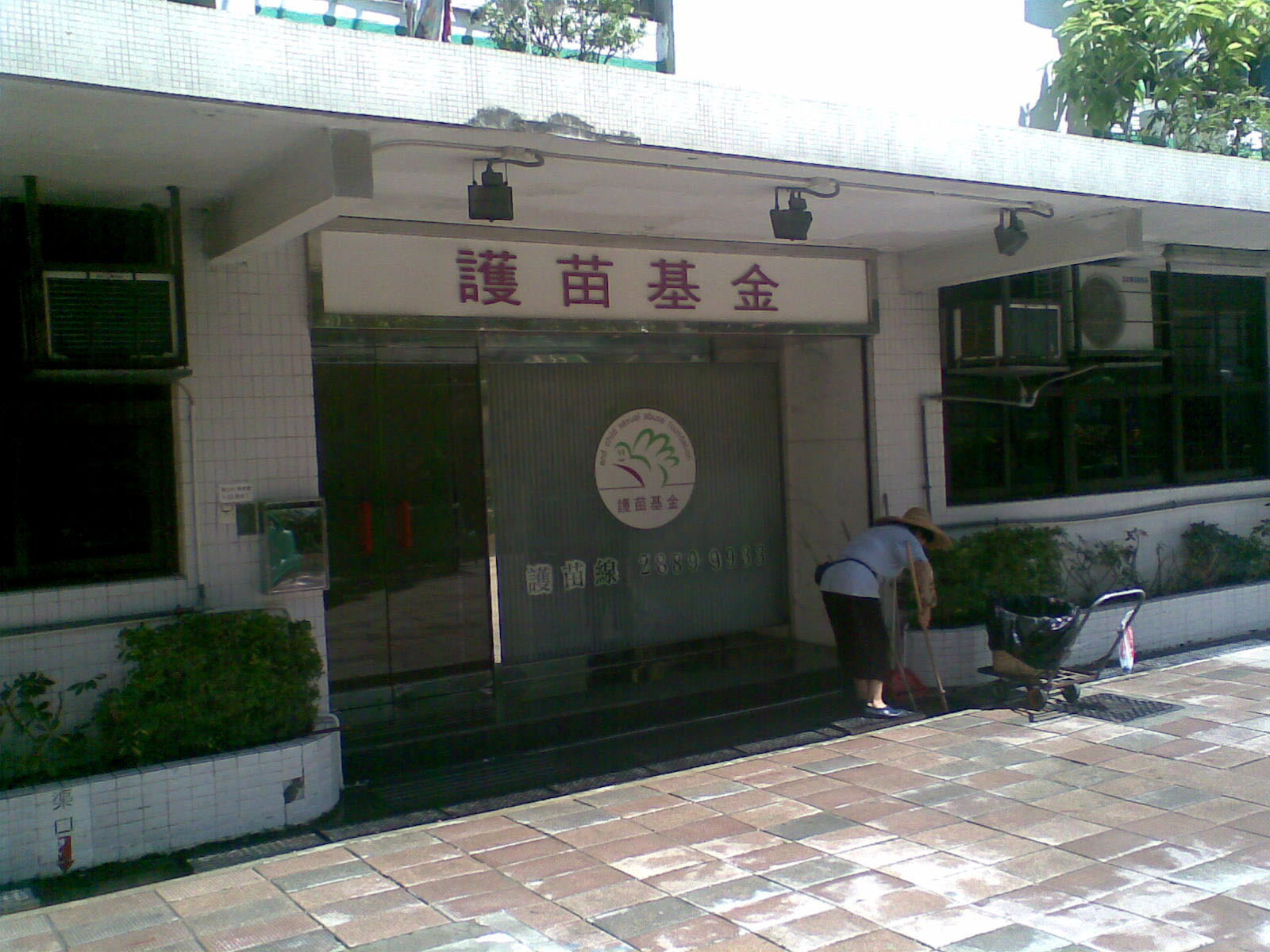
位於石硤尾的護苗基金總部

- 護苗基金設有六個性教育課程，2001年至2021已有超過865, 000萬名學童參與。

課程包括：
- 《初小學生性教育》課程，另特設有英文版課程
- 《高小學生性教育》課程
- 《智障學生性教育》課程
- 《初中學生性教育》課程
- 《中一至中六學生E-class性教育》課程
- 《護苗性教育週》

課程特色:
- 「護苗教育巡迴車」在各區小學巡迴，與本港小學生探討如何辨識及預防性侵犯
- 所有課程均以互動的教學方式，配合多媒體設備 (如: 動畫，布偶)及遊戲，使學生在輕鬆及富趣味性的環境中學習

2. 家庭及公眾教育
- 透過傳媒宣傳、講座教育、工作坊及各類活動，推廣預防兒童性侵犯的訊息

3. 護苗線（熱線電話：2889-9933）
- 為求助者提供即時情緒支援及資訊；安排心理輔導服務及身體檢查
- 自 2000 年設立以來，已收到超過 12,747 個求助電話

4. 輔導服務
- 由資深的心理學家為受害者、侵犯者及其家人提供面對面輔導服務

5. 研究及倡議 
- 進行有關兒童性侵犯調查統計，研究問題所在，向政府提請有針對性的建議，以便政府制定更有效措施，維護兒童應有的自尊與權益。
- 致力倡議政府，為兒童及青少年建立一個安全和健康的社會環境，敦促政府加強執法人員對「性侵犯嚴重性」的認知，更重要完善保護兒童/青少年的司法和立法，剷除灰色地帶，將侵犯者繩之於法。

6. 護苗圖書閣
- 「護苗圖書閣」在2001年9月於沙田公共圖書館設立，提供大量有關兒童性侵犯的書籍。

## 護苗基金成員
護苗基金執行委員會：
- 會長：蕭芳芳女士MBE
- 主席：吳惠貞博士
- 副主席：吳頴英醫生
- 榮譽司庫：符美玉女士
- 榮譽秘書：陳綺雯女士
- 執行委員：陳淑嫻女士、陳國齡醫生、陳寶瓊女士、周蜜蜜女士、張錦芳教授、崔永康教授博士、何念慈臨床心理學家、梁灝然律師
- 榮譽顧問：李永浩教授太平紳士、高亞培博士、蒲錦文先生、施南生女士
- 榮譽編輯：方銳敏女士
- 核數師：謝平廣會計師事務所
- 義務法律顧問：鄭慕智律師太平紳士、胡百全律師事務所

## 呼籲傳媒審慎報導
- 2003年，「蘋果日報」(已停刊)報導一則荃灣區一名補習社老師涉嫌性侵犯學生的新聞，將學生被性侵犯時的照片刊登。護苗基金對此強烈譴責，並藉此呼籲香港傳媒審慎處理同類型新聞。
- 2006年，人氣電台節目《架勢堂》（已停播）主持人森美及小儀，於節目中選舉《最想非禮女藝人》。護苗基金針對該節目的主題意識，已向廣管局投訴。
- 「壹本便利」雜誌（已停刊）為《組合Cream》的14歲成員李蘊拍攝性感濕身照，及後偷拍女藝人鍾欣桐事件。護苗基金連番譴責，亦向影視及娛樂事務管理處投訴。

## 向政府倡議
1.1 立法管制兒童色情物品
- 2001年，護苗基金促請政府立法管制兒童色情物品，訂立更明確的「兒童色情物品」定義，提供更清晰的法定免責條款；禁止利用、促致或教唆未滿18歲兒童，進行製作色情物品或參與色情表演。護苗基金曾投訴，電影《晚孃》中，出現未滿18歲的青年與後母發生關係的亂倫情節。
- 2015年7月，有出版社出版6歲女孩的寫真相集，並在書展售賣。該相集展示女孩穿著內褲、擺出不雅姿勢的照片，事件引起社會不滿。護苗基金非常關注此一事件的嚴重性，予以強烈譴責。
- 2019年5月，有網民投訴少數族裔權益組織高層龍緯汶，透過接觸兒童拍攝大量親暱照片。護苗基金就事件到深水埗警署報案，並發聲明予以譴責。

1.2 性罪犯查核機制
- 自2011年4月起至今，護苗基金分別出席了保安局、警務處、立法會的一系列會議，就有關《性罪犯查核機制》，提出了多項建議，強調從事兒童相關工作的性罪犯傷害更大，促請政府盡快落實檢討「查核機制」的成效，早日制定改善「查核機制」立法的工作時間表。護苗基金一直監察「查核機制」的運作。
- 「查核機制」生效後，機構可以查核新入職僱員，但不包括「查核機制」生效前的僱員，由此帶來一定漏洞。一名在「查核機制」生效前已入職的活動助理，避過「性罪犯查核」，因而利用工作關係性侵犯兒童。有鑒於此，護苗基金早在2013年6月，再次致函保安局，促請把查核範圍擴大至現職僱員，以堵塞漏洞，可惜至今還未有完善。

1.3 廢除「年齡在14歲以下的男童無性交能力」法例
- 2011年至2012年，護苗基金去信保安局，要求廢除《年齡在14歲以下的男童無性交能力》的普通法推定。及至2012年7月，該法案在立法會三讀通過廢除，護苗基金的努力得到回報。

1.4「強姦及其他未經同意下進行的性罪行」
- 2012年9月「法律改革委員會」（簡稱法改會）轄下之「性罪行檢討小組委員會」，發表《強姦及其他未經同意下進行的性罪行》諮詢文件，就改革《刑事罪行條例》中的性罪行，向大眾收集意見。護苗基金建議「法改會」釐定發表其他諮詢文件和報告書的時間表，督促性罪行的法律改革。

1.5 與時代脫節的性侵犯法例
- 2016年10月，殘疾人士院舍「康橋之家」前院長張健華因涉與一名智障女院友非法性交被拘控。雖然有院友提供涉案片段，警方亦在院長辦公室內撿獲染有其精液及女方DNA的紙巾，無奈女院友因患上創傷後壓力症（PTSD）及智力問題，無法出庭作供，最終律政司撤銷起訴。案件引起社會極大迴響，護苗基金發表聲明，促請當局正視法例漏洞、加強保護精神上無行為能力的受害者。

- 2016年11月，「法改會」轄下之「性罪行檢討小組委員會」發表《涉及兒童及精神缺損人士的性罪行》諮詢文件，護苗基金對文件中針對兒童性罪行的主要建議，十分贊同，並予積極回應。

- 2018年11月，就香港一名跳欄女運動員於八年前曾被其教練性侵犯的案件，裁判官指「事主證供存在合理疑點」，判該教練無罪釋放；但裁判官卻指出，「法庭的裁決，可能不一定是事實的反映」，並讚許事主公開事件，是「勇敢無私的行為」。護苗基金對此發表聲明，懇請律政司重新硏究判詞，考慮對判決進行上訴，其後再致函律政司刑事檢控專員，籲請專員對判決進行上訴，卻被拒絕。

- 2020年12月至2021年1月，護苗基金發出聲明強烈譴責兩宗案件判刑過輕，未能反映事件之嚴重性。
  1. 關注少數族裔權益組織「南方民主同盟」主席龍緯汶，因性侵犯兩名  案發時年僅4至7歲的南亞裔女童而被判囚32個月。
  2. 毒品調查科警員余俊鑫承認性侵犯六名11至14歲女童被判囚46個月。

1.6 《雜項性罪行》諮詢
- 2018年8月，「法改會」轄下的「性罪行檢討小組委員會」發表一份《雜項性罪行》諮詢文件，除了對現行性罪行作出修定外，並建議引入多項新的性罪行。護苗基金就此議題送交建議書。

## 與演藝界及傳媒合作
為發展公眾教育及推廣活動，護苗基金致力在大眾傳媒中將「護苗」的信息帶到家庭中。早在1999年，護苗基金便開始在電視上作公民教育，例：《歡樂今宵》之童心童意同護苗。其後，又與香港電台聯合製作特輯「護苗基本法」及新一系列的「性本善」家長系列。
憑藉護苗基金發起人蕭芳芳的號召力及積極推動，不少演藝界人士獲邀參與多項慈善活動，如影星張國榮及莫文蔚便以「護苗先鋒大使」身分以身作則，鼓勵大眾參與「護苗先鋒」計劃，以每月供款50港元或以上的形式，支持護苗基金的經費；每年亦會有好幾位明星擔任「護苗超級大使」，如：張學友、郭富城及梁詠琪（2002年）；演員吳鎮宇和薛凱琪曾參與為智障學童而設計的一性教育課程－《小敏的故事》動畫片的配音，而歌手Twins、黃貫中和方力申則替性教育動畫短片《阿菲與阿May》擔任配音工作。在多個慈善籌款活動中，幾乎都邀集到一些明星參與，尤其是針對中小學生的宣傳及教育工作，在明星效應底下更為受落。
護苗基金最大型的籌款活動是與無線電視合辦的「護苗基金星輝夜」，曾於1999年、2000年及2004年舉辦。其每次均邀得大量星級藝人參與演出，當中包括七公主成員、陳慧琳、楊千嬅、張國榮、張學友、劉德華、梁朝偉、林子祥、郭富城，以及護苗基金會長蕭芳芳本人。同時，也會邀請一羣天才兒童表演項目。
已故的歌手張國榮，生前一直熱心協助護苗基金，多次捐獻及義助護苗基金的籌款活動。因故，在其過身之後亦有不少人繼承其志。2003年5月11及12日，香港電影工作者總會及康樂文化事務署舉辦「風流無價、灼灼其華　張國榮人間光影」慈善電影重映以回顧張國榮的電影作品來紀念他的離世，並將戲票收益的一半獻給護苗基金；2003年9月10日，由商台舉辦，歌影紅星林憶蓮、張學友、梅豔芳、陳奕迅等義演的「繼續張國榮」慈善音樂會將全部收益捐助兒童癌病基金及護苗基金作慈善用途；2003年12月，由香港歌迷註冊的非牟利團體「RED MISSION繼續張國榮歌影迷國際聯盟」以發揚張國榮積極參與公益慈善活動的精神。在2006年9月11至24日，RED MISSION將舉辦「繼續張國榮日紀念慈善義賣活動」的收益悉數捐予護苗基金。
- 1999年《護苗基金星輝夜1999》籌款晚會
- 2000年《護苗基金星輝夜》
- 2001年 飛歌樂韻慈善粵曲演唱會
- 2002年《我要高飛》歌舞劇慈善夜
- 2002年 護苗大使支持護苗義賣行動
- 2002年《學友流動多媒體世界》慈善活動
- 2002年 瓊瑤樂韻頌護苗
- 2002年 眾星護苗顯愛心
- 2003年 Hermes La Prairie絲巾義賣
- 2003年 高手齊護苗2003球球獻愛心
- 2003年 紀念張國榮電影回顧
- 2003年「護苗中心」開幕典禮
- 2005年《初中護苗性教育》課程首映會
- 2005年《童夢奇緣》鎖匙扣慈善義賣
- 2005年《時代廣場檸檬節》- 慈善義賣
- 2005年《韓城攻略》香港首映禮暨護苗基金慈善晚宴
- 2005年《時代廣場聖誕》慈善義賣
- 2006年 愛心樂韻頌護苗慈善粵曲晚會
- 2006年《夜宴》香港首映禮暨護苗基金慈善晚宴
- 2006年 All about Leslie繼續張國榮珍藏展暨義賣活動
- 2009年「護苗基金」十周年活動
- 2010年 ANTEPRIMA WIREBAG慈善籌款活動
- 2013年 Kiehl's名人紅星慈善相展
- 2013年 Love Journey繼續張國榮十周年紀念音樂會
- 2013年《張國榮藝術‧藝術張國榮》藝術展慈善義賣
- 2014年 世紀天后慈善音樂會
- 2014年 Versace "One of A Kind" 籌款活動
- 2017年 容祖兒慈善基金善款捐贈
- 2018年 Haper's BAZAAR ICONS慈善展覽暨支票頒贈儀式
- 2018年 麥當勞®開心閱讀嘉年華 暨《親親孩子護幼苗》繪本系列發佈會
- 2020年 A Life Moment with 張之珏 & Friends 群星慈善音樂夜

## 公眾教育活動
- 2003年 中西區滅罪嘉年華
- 2005年 護苗貼貼大行動
- 2008年 第17屆國際防止虐兒兒童會議
- 2008-2009年《城心護苗》嘉年華
- 2009年「性罪犯名冊諮詢文件」及發表「探討涉及未成年性罪行的裁判與公義」研究報告記者招待會
- 2009年《性在童心齊做起》嘉年華
- 2010年《護苗教育黃昏同樂日》—親子同樂日
- 2010年《護苗愛心顯關懷》嘉年華
- 2010-2011年《愛子女、常伴隨、切勿獨留在家裡》嘉年華
- 2011年 新春滿fun “家”年華
- 2014-2019年《護苗基金 x AEON》嘉年華
- 2014年《宏施慈善基金關愛鄰舍》嘉年華
- 2015年《護苗基金x香港耀能協會》嘉年華
- 2015年 宏施慈善基金《扶新苗。助成長》嘉年華
- 2016年 宏施《扶新苗，助成長》嘉年華
- 2016年 和諧之家嘉年華
- 2016年《宏施15周年誌慶》嘉年華
- 2017年 百家寶BB展及教學展暨親子嘉年華
- 2018年《愛.童.樂》嘉年華
- 2018年《McDonald 開心閱讀》嘉年華
- 2018年《同心護苗》嘉年華
- 2019年 改革本港性教育圓桌會議
- 2019年《愛深同樂》嘉年華

## 其他籌款活動
護苗基金於2009年6月6日(星期六)在港島區賣旗籌款．成功籌得共超過港幣50萬元善款用於「護苗教育課程」的發展。
為慶祝「護苗基金」踏入十周年，以及為即將製作的「高中護苗性教育課程」籌募經費，「護苗基金」有幸獲冠名贊助商天行集團，表演團體「香港舞蹈團」全力支持，將其九月四日首演之全新作品——《神鵰俠侶》大型舞蹈劇所得之收益，全數捐助「護苗基金」作經費之用。是晚嘉賓及名人包括在十年間曾或即將為「護苗基金」出心出力的一眾善心藝人，均紛紛抽空出席到賀，身為「護苗基金」會長蕭芳芳女士，更於場內頒發「VIP郵票套」予兩位護苗超級大使薛家燕女士及張學友先生。
- 2004年 精美集團《精美慈善高爾夫球日》
- 2005年 香港海港扶輪社《行樂為公益》慈善步行
- 2005年 新加坡協會慈善舞會
- 2006年 Christian Dior《夜宴》首映禮，暨慈善拍賣會
- 2006年 香港空運業界《空運慈善高爾夫球賽2006》
- 2007年 匯豐銀行《護苗基金籌款晚會》
- 2008年 Clarins「2008傑出女性大獎」慈善活動
- 2008年「香港東南亞舞蹈團」及「索意歐洲民族舞蹈團」主辦《聚舞傾情為護苗》
- 2009年 Moncler“Moncler Toy Event”慈善拍賣會。
- 2010年「香港英商會」週年晚會
- 2010年 Clarins《Clarins大自然畫畫比賽》暨「支票頒贈儀式」
- 2010年「香港加拿大同學會」慈善高爾夫球日
- 2011年「香港玩具廠商會」新書 “Toy Town”籌款活動
- 2011年「聯邦拍賣行」慈善拍賣會
- 2011年 吳頴英醫生著作《人之初》慈善義賣
- 2011年 The Ring Thai Kickboxing Studio慈善泰拳賽
- 2011-2017年 積家慈善項目“Proto Zero”
- 2012年 北京多媒體藝術家卜樺與著名設計師陳幼堅及27畫廊慈善拍賣日。
- 2012年《陳淑莊講女烈傳之戴錯嘢夫人》慈善Talk Show
- 2012年 譚楊金友女士100壽辰慈善籌款
- 2012年 香港經濟日報“My Treasure Moment @ My Favorite Shopping Mall”慈善攝影比賽
- 2012年 伯爵垂飾慈善籌款活動
- 2012-2021年 永旺（香港）百貨有限公司「永旺幸福的黃色小票」
- 2013年《柯尼卡美能達綠色音樂會》暨舉行《單車儲電大行動》x《健力士世界紀錄官方挑戰》籌款活動
- 2013年 Loréal Luxe Travel Retail Asia Pacific「慈善套裝」籌款活動
- 2013-2014年《東方足球隊合作計劃》慈善籌款活動
- 2014年《十月。約》慈善籌款活動
- 2015年 愛茉莉太平洋集團（AMOREPACIFIC）慈善義賣
- 2016年 JOYCE Central Store開幕禮慈善籌款活動
- 2016年 Kiehl's Loyalty Fundraising Program
- 2017年 Kiehl's Nature's Playground籌款活動
- 2018年 NANOS pop up store籌款活動
- 2018年《馬鞍山靈糧小學廿五周年校慶英語音樂劇》─ 護苗慈善場
- 2018年 第10屆香港國際茶展︰《八八青國際版香港首發》慈善拍賣
- 2018年 峰景餐廳集團 “HK$1 Charity Campaign” 籌款活動
- 2021年 The Mia Project 籌款活動

## 護苗基金主題曲
- 張學友先生 - 《護苗》[15]
- 梁詠琪小姐 - 《小不不》[16]